# Frösö landsfiskalsdistrikt
Frösö landsfiskalsdistrikt (även skrivet Frösöns) var 1918–1964 ett landsfiskalsdistrikt i Jämtlands län, bildat som Sunne landsfiskalsdistrikt när Sveriges indelning i landsfiskalsdistrikt trädde i kraft den 1 januari 1918, enligt beslut den 7 september 1917. Den 1 oktober 1941 trädde en ny indelning i landsfiskalsdistrikt i kraft (enligt kungörelsen den 28 juni 1941) och landsfiskalsdistriktets namn ändrades till Frösö. Den 1 januari 1965 avskaffades i Sverige samtliga landsfiskaler och landsfiskalsdistrikt, och deras arbetsuppgifter delades upp på de nyskapade indelningarna polisdistrikt, åklagardistrikt och kronofogdedistrikt.
Landsfiskalsdistriktet låg under länsstyrelsen i Jämtlands län.

## Ingående områden
1 januari 1948 ombildades Frösö landskommun till Frösö köping. När Sveriges nya indelning i landsfiskalsdistrikt trädde i kraft den 1 januari 1952 (enligt kungörelsen 1 juni 1951) införlivades Ovikens landsfiskalsdistrikt, samtidigt som området för Sunne landskommun inkorporerades i Hackås landskommun och därmed överfördes till Brunflo landsfiskalsdistrikt.

### Från 1918
- Frösö landskommun
- Sunne landskommun

### Från 1948
- Frösö köping
- Sunne landskommun

### Från 1952
- Hallens landskommun
- Frösö köping
- Ovikens landskommun